# Scleropages inscriptus
La arowana batik o arowana de Myanmar (Scleropages inscriptus) es una especie de pez osteoglosiforme de la familia Osteoglossidae, nativo de Myanmar. La especie se encuentra en la cuenca del río Tanintharyi en la costa de la península de Myanmar con el océano Índico.
Esta especie se diferencia de otros miembros de Scleropages por el patrón ondulado presente en sus escamas y cabeza, similar a los textiles batik.

## Estado de conservación
Los registros indican que S. inscriptus era un pescado bastante consumido en la región. Sin embargo, se afirma que está extinto en estado salvaje debido a la sobreexplotación de esta especie para el comercio como animal de acuario.
La convención CITES la incluye en su Apéndice 1, y la UICN en su Lista Roja la cataloga como especie con datos insuficientes.